# Pagurixus nomurai
Pagurixus nomurai är en kräftdjursart som beskrevs av Komai och Asakura 1995. Pagurixus nomurai ingår i släktet Pagurixus och familjen eremitkräftor. Inga underarter finns listade i Catalogue of Life.